# Kapta
Kapta (dkab.ta, dka-ab-ta, dTA-gu-nú, dTA x MI) ist ein altbabylonischer Gott. Er ist vermutlich der Gatte der Ninsianna, der Ištar des Sterns (dU.DAR mul) und selber ein Astralgott. Sein Beiname ist dmah.di.[an].na, der Erhabene des Himmels.
Eine Gleichsetzung mit dLAL, dem Wesir von Sin wurde erwogen, aber verworfen. Edzard und Haussig wollten ihn mit dem Ziegelgott Kulla gleichsetzen, dies wird aber von Lambert abgelehnt.
Die Verehrung von Kapta ist durch Rollsiegel und Personennamen wie Núr-Kapta (University of Pennsylvania, Publications of the Babylonian Section 7, Babylonian Letters of the Hammurapi Period, S7) belegt.